# Tinca tinca
La tinca (Tinca tinca (Linnaeus, 1758)) è un pesce d'acqua dolce appartenente alla famiglia Tincidae Jordan, 1878, nonché suo unico esponente.

## Descrizione
La tinca ha un corpo tozzo, coperto da piccole scaglie, con grosse pinne carnose. La livrea è verdastra sul dorso, più chiara e tendente al giallo nella zona ventrale. Le pinne sono verde-brune. Gli occhi sono rossi.
Solitamente raggiunge i 30–50 cm di lunghezza per 6 kg di peso, anche se sono registrate (non in Italia) tinche lunghe fino a 84 cm.

## Biologia

### Alimentazione
Pesce onnivoro, si nutre di organismi bentonici e vegetali, soprattutto in orari notturni.

### Riproduzione
Il periodo di fregola avviene tra la primavera e l'estate, quando le tinche si spostano verso acque basse riccamente coperte di vegetazione acquatica.
L'accoppiamento avviene in più momenti (fino a 2 mesi), poiché la femmina produce centinaia di migliaia di uova (fino a 600.000 per kg di peso) che il maschio feconda esternamente.
La schiusa avviene dopo 5-6 giorni e le piccole larve sono provviste di un organo adesivo grazie al quale rimangono attaccate alle foglie delle piante acquatiche fino a quando il sacco vitellino si sarà riassorbito.
La maturità sessuale avviene a quattro anni per i maschi e a due per le femmine.

## Distribuzione e habitat
È diffusa in tutte le acque dolci europee (arcipelago britannico compreso) a corso lento: laghi, fiumi, canali, stagni. La sua presenza è documentata anche nei fiumi della Siberia, così come nel lago Bajkal. In Italia la specie è sicuramente nativa in pianura padana e nel distretto tosco-laziale, mentre la sua presenza al Meridione e sulle isole è probabilmente dovuta a ripetuti spostamenti da parte dell'uomo, che sono iniziati già a partire dall'epoca antica.
Predilige fondi melmosi o ricoperti di vegetazione. Sopravvive anche in ambienti poveri di ossigeno. In inverno non si nutre, muovendosi lo stretto indispensabile, seppellendosi parzialmente nella melma di fondali fangosi.
Negli ultimi anni si è notata in Italia una contrazione della specie, concomitante alla diffusione di specie alloctone, quali il carassio, il pesce gatto e il pesce siluro.

## Pesca
È un pesce dalle carni apprezzate, preda di pescatori sportivi e non, nonché oggetto di allevamento in acquacoltura. Il sapore è molto influenzato dall'ambiente in cui vive.
Per pescarla vengono impiegate canne bolognesi, fisse e da fondo, con montature medio-pesanti.
Le esche sono simili a quelle in uso per la carpa, anche se sono maggiormente apprezzate quelle di origine animale quali il lombrico ed il bigattino.

## Utilizzi

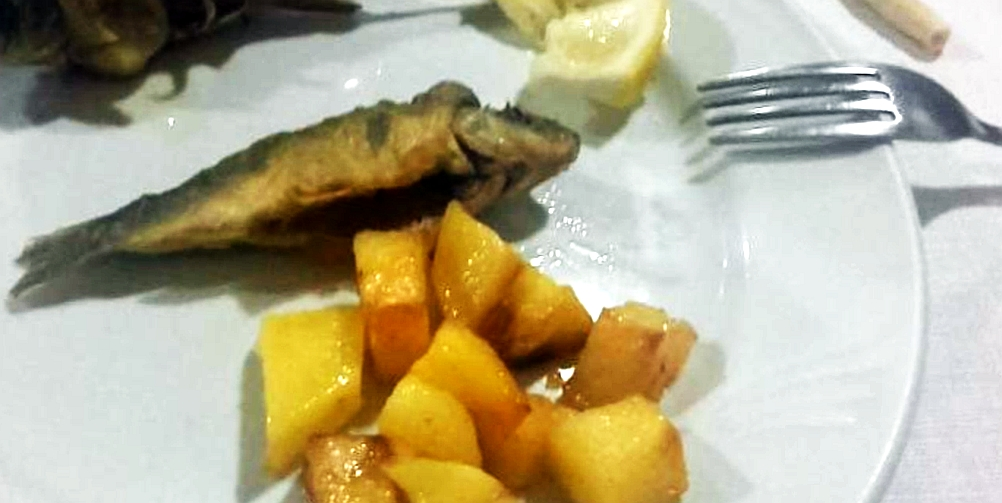
Tinche fritte con patate al forno

La tinca è un pesce utilizzato per l'alimentazione umana. Tra le varietà più pregiate può essere segnalata la Tinca Gobba Dorata del Pianalto di Poirino. Aspetto negativo delle sue carni è una certa presenza di lische, che ne riducono il pregio.